# Бахт (озеро)
Бахт (узб. Baxt, Бахт — «счастье») — искусственное озеро в Бектемирском тумане города Ташкента, наполняемое водами реки Чирчик.
Служит зоной отдыха, водоём с прилегающей территорией имеет статус парка-озера.

## Описание
Озеро Бахт занимает площадь в 27 гектаров. Озеро имеет форму, близкую к прямоугольному треугольнику со сглаженными углами и вытянуто в направлении с юго-запада на северо-восток. Его длина составляет 900 м, ширина — 300 м, глубина — до 10,0 м. Близ основного водоёма лежат ещё два небольших озерца.
Бахт находится на крайнем юго-востоке Ташкента, в Бектемирском тумане. Он расположен близ реки Чирчик, водами которой наполняется, на правобережье. Напротив, на левобережье Чирчика, имеется озеро Рохат. К западу от озера проходит Ахангаранское шоссе.

## История
Бахт и Рохат принято именовать озёрами, хотя они имеют искусственное происхождение. Оба водоёма созданы в 1973—1975 годах, когда на берегах Чирчика было решено организовать зону отдыха трудящихся Хамзинского района.
Резервуаром для воды послужили отработанные карьеры для добычи гравия и песка. Территория получила статус парка культуры и отдыха (в настоящее время она имеет статус парка-озера). В советские годы Бахт и Рохат пользовались популярностью у горожан. По Ахангаранскому шоссе была проведена трамвайная линия, организованы автобусные маршруты к озёрам.
В XXI веке озеро Бахт стало малопосещаемым, купание в этом озере не привлекало состоятельные слои населения. Территория зоны отдыха находилась в запущенном состоянии, загрязнялась бытовыми отходами. Из санитарно-гигиенических соображений в 2013—2014 годах водоём осушался.
В ноябре 2014 года хоким (глава администрации) Бектемирского района Сарвар Махаметов заявил о проектировании большого водного комплекса, который будет создан на месте старого озера к следующему купальному сезону.

## Орнитофауна
На озере отмечались бакланы, утки и чайки.